# Calyptotis
Calyptotis es un género de lagartos perteneciente a la familia Scincidae. Se distribuyen por Australia.

## Especies
Según The Reptile Database:
- Calyptotis lepidorostrum Greer, 1983
- Calyptotis ruficauda Greer, 1983
- Calyptotis scutirostrum (Peters, 1874)
- Calyptotis temporalis Greer, 1983
- Calyptotis thorntonensis Greer, 1983